# Real Conservatorio Profesional de Música y Danza de Albacete
El Real Conservatorio Profesional de Música y Danza de Albacete es un centro público oficial de enseñanza musical situado en la ciudad española de Albacete, dependiente de la Diputación Provincial de Albacete. 
Ubicado en el antiguo monasterio de la Encarnación, en un templo renacentista del siglo XV, es el conservatorio más antiguo de Castilla-La Mancha, uno de los primeros en crearse en España, y es uno de los dos conservatorios profesionales de música que tienen su sede en Albacete, junto con el Conservatorio Profesional de Música Tomás de Torrejón y Velasco. 
El conservatorio tiene el título de «Real» concedido por la Casa Real, lo que lo convierte en uno de los pocos conservatorios en España con esta distinción.

## Historia
El real
```
Conservatorio Profesional de Música y Danza de Albacete fue fundado en 1951 con el nombre de Conservatorio de Música y Declamación de Albacete, siendo inaugurado oficialmente el 28 de marzo del mismo año.
[
1
]
 En 1954 el 
Ministerio de Educación
 reconoció oficialmente sus enseñanzas, pasando a denominarse Real Conservatorio Elemental de Música de Albacete. En 1981 el conservatorio se elevó al grado profesional.
[
2
]
[
3
]
```

## Especialidades
En el Real Conservatorio se imparten las siguientes especialidades elementales y profesionales:
- Acordeón
- Canto
- Clarinete
- Contrabajo
- Danza
- Fagot
- Flauta travesera
- Guitarra
- Oboe
- Percusión
- Piano
- Saxofón
- Trompa
- Trompeta
- Trombón
- Tuba
- Viola
- Violín
- Violoncello

## Agrupaciones
El conservatorio cuenta con numerosas agrupaciones que llevan a cabo conciertos fuera del centro, como banda, orquestas, big band, coro, grupo de percusión, etc.

## Alumnos ilustres
- Esteban Berlanga, bailarín principal de la Compañía Nacional de Danza de España